# 아담 (2009년 영화)
《아담》(영어: Adam)은 미국에서 제작된 맥스 메이어 감독의 2009년 로맨틱 코미디 드라마 영화이다. 휴 댄시, 로즈 번 등이 출연하였고, 미란다 더팡시에이 등이 제작에 참여하였다.

## 출연
- 휴 댄시
- 로즈 번
- 피터 갤러거
- 에이미 어빙
- 프랭키 페이존
- 마크 린베이커
- 카리나 아로야베
- 매디 코먼
- 애덤 러페브러
- 마크 마골리스
- 스테퍼니 허커비
- 해빌런드 모리스
- 존 로스먼
- 제프 힐러

## 기타 제작진
- 공동 제작: 제프 린빌
- 배역: 시그 더미겔, 스티븐 빈센트
- 의상: 얼리샤 레이크래프트